# Крайер, Сьюзан
Сьюзан Крайер (англ. Suzanne Cryer, род. 13 января 1967) — американская телевизионная актриса. Она родилась в Рочестере, штат Нью-Йорк, и окончила Йельский университет, прежде чем в 1992 году дебютировать на телевидении в эпизоде сериала «Закон и порядок».
Крайер получила известность благодаря главной женской роли в ситкоме ABC «Два парня и девушка», где она снималась с 1998 по 2001 год. В начале карьеры она имела заметные роли второго плана в фильмах «Плутовство» (1997) и «Друзья и любовники» (1999). Когда шоу «Два парня и девушка» было закрыто, карьера Крайер складывалась лишь на уровне гостевых ролей в многочисленных сериалах, включая «Фрейзер», «Скорая помощь», «Отчаянные домохозяйки», «Анатомия страсти», «Мыслить как преступник», «Кости», «Части тела», «Декстер», «До смерти красива», «C.S.I.: Место преступления», «Ищейка» и «Фостеры». В 2014 года снялась в роли мамы девушки Липа из колледжа в телесериале «Бесстыдники». Лишь в 2015 году Крайер получила очередную регулярную роль на телевидении, в сериале HBO «Кремниевая долина».

## Избранная фильмография
| Год       |   | Русское название      | Оригинальное название | Роль        |
| --------- | - | --------------------- | --------------------- | ----------- |
| 2007      | с | Отчаянные домохозяйки | Desperate Housewives  | Линн Дин    |
| 2009      | с | Декстер               | Dexter                | Тарла Грант |
| 2014—2015 | с | Бесстыжие             | Shameless             | Шерил       |